# Kap Tappi

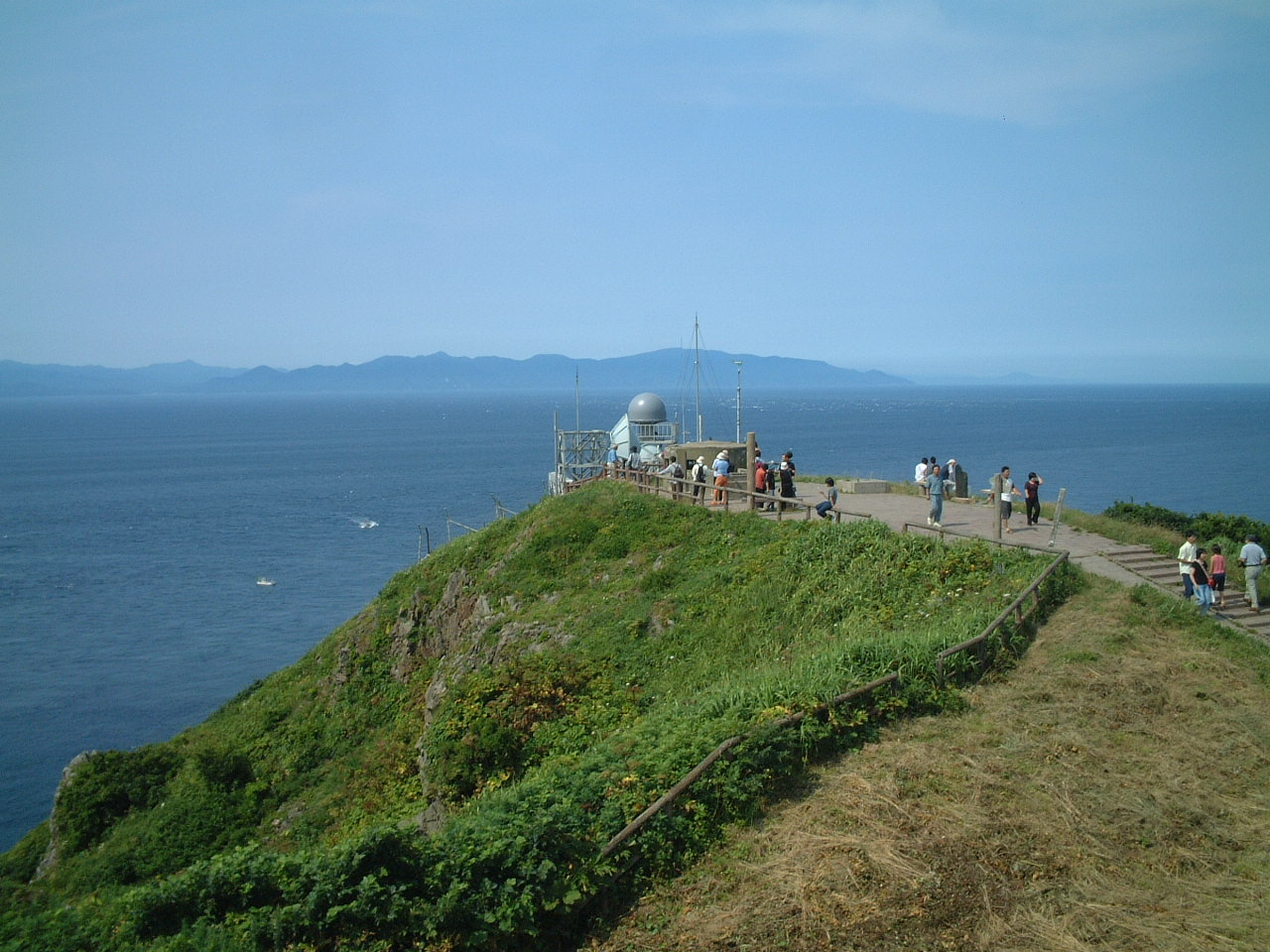
Kap Tappi, im Hintergrund die Insel Hokkaidō

Das Kap Tappi (jap. 竜飛崎, Tappi-saki) ist ein Kap im Norden der japanischen Hauptinsel Honshū. Es ist die nördlichste Spitze der Tsugaru-Halbinsel und liegt an der Tsugaru-Straße, die Honshū von der 19,5 km entfernten Insel Hokkaidō trennt. Das Kap gehört zum Gemeindegebiet von Sotogahama in der Präfektur Aomori und ist Teil des Tsugaru-Quasi-Nationalparks.

## Beschreibung
Die Kanji-Zeichen im Namensbestandteil tappi (竜飛) bedeuten „Drachen fliegen“. Kap Tappi ragt bis zu 115 Meter über dem Meeresspiegel hoch und ist dadurch sehr exponiert. Fast das ganze Jahr über wehen starke Winde mit einer durchschnittlichen Geschwindigkeit von 10,1 m/s (36,4 km/h). Aus diesem Grund betreibt die Elektrizitätsgesellschaft Tōhoku Denryoku seit 1992 einen Windpark. Nahe dem höchsten Punkt des Kaps befindet sich ein Leuchtturm; er wurde 1932 errichtet und ist 13 Meter hoch. In dessen Nähe erinnert ein Denkmal an das populäre Lied Tsugaru Kaikyō Fuyugeshiki („Winterszene an der Tsugaru-Straße“) der Enka-Sängerin Sayuri Ishikawa.
Unterhalb des steil abfallenden Kaps, an dessen Nordostseite, erstreckt sich dem Ufer entlang eine Siedlung mit einem kleinen Fischereihafen. Über die westliche Mole des Hafens ist die Siedlung mit der vorgelagerten Insel Obi-shima verbunden. Am östlichen Ende des Hafens steht ein Denkmal zu Ehren des Romans Tsugaru von Dazai Osamu. Erreichbar ist Kap Taki über die Nationalstraße 339, auf der auch eine Buslinie vom und zum Bahnhof Minmaya an der Tsugaru-Linie verkehrt. Die Straße erreicht von Süden her kommend den Leuchtturm. Der anschließende Abschnitt von 338,2 m Länge hinunter zum Hafen ist nicht befahrbar, sondern besteht aus einer Treppe mit 362 Stufen. Es handelt sich um die einzige Treppe Japans, die offiziell als Nationalstraße gekennzeichnet ist. Die Straße selbst führt vom Hafen aus der Küste entlang weiter südostwärts.
Unter Kap Tappi verläuft der Seikan-Tunnel, der zweitlängste Eisenbahntunnel der Welt. 135 Meter unterhalb des Meeresspiegels besitzt er eine Nothaltestelle, den Bahnhof Tappi-Kaitei, der bis 2013 fahrplanmäßig bedient wurde. Von dort aus führt eine Standseilbahn, die Seikan Tunnel Tappi Shakō Line, nach oben. Ihre Bergstation ist in eine Michi-no-eki-Raststätte integriert; als Besonderheit besitzt sie zwei Ausstellungen über den Tunnelbau und Windenergie. In der Nähe befindet sich ein Hotel mit einem Onsen.

## Bilder

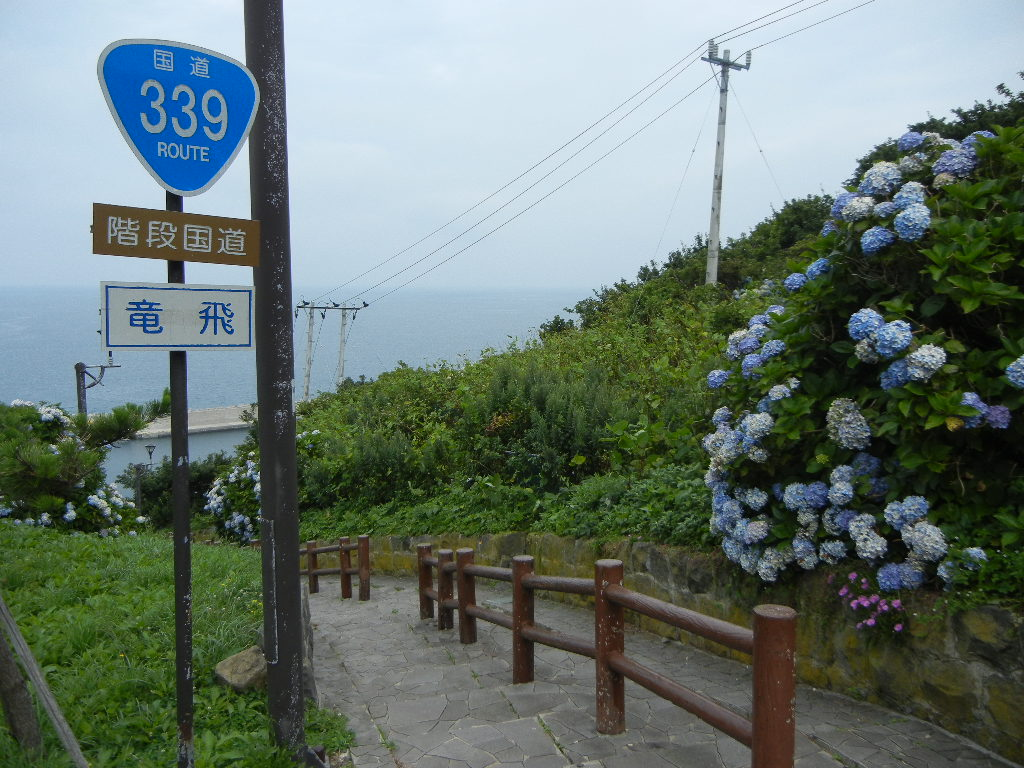
Treppenabschnitt der Nationalstraße 339
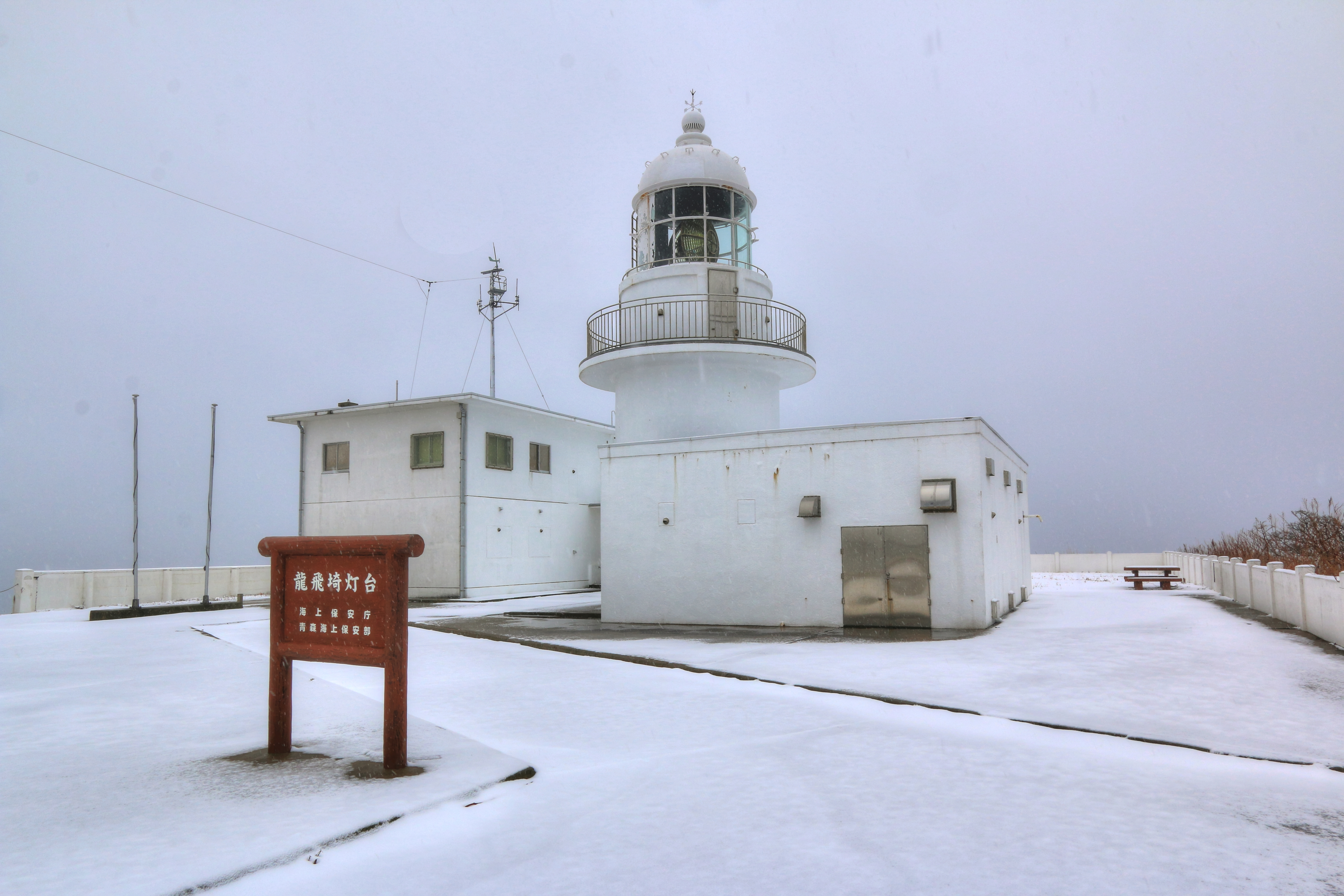
Leuchtturm
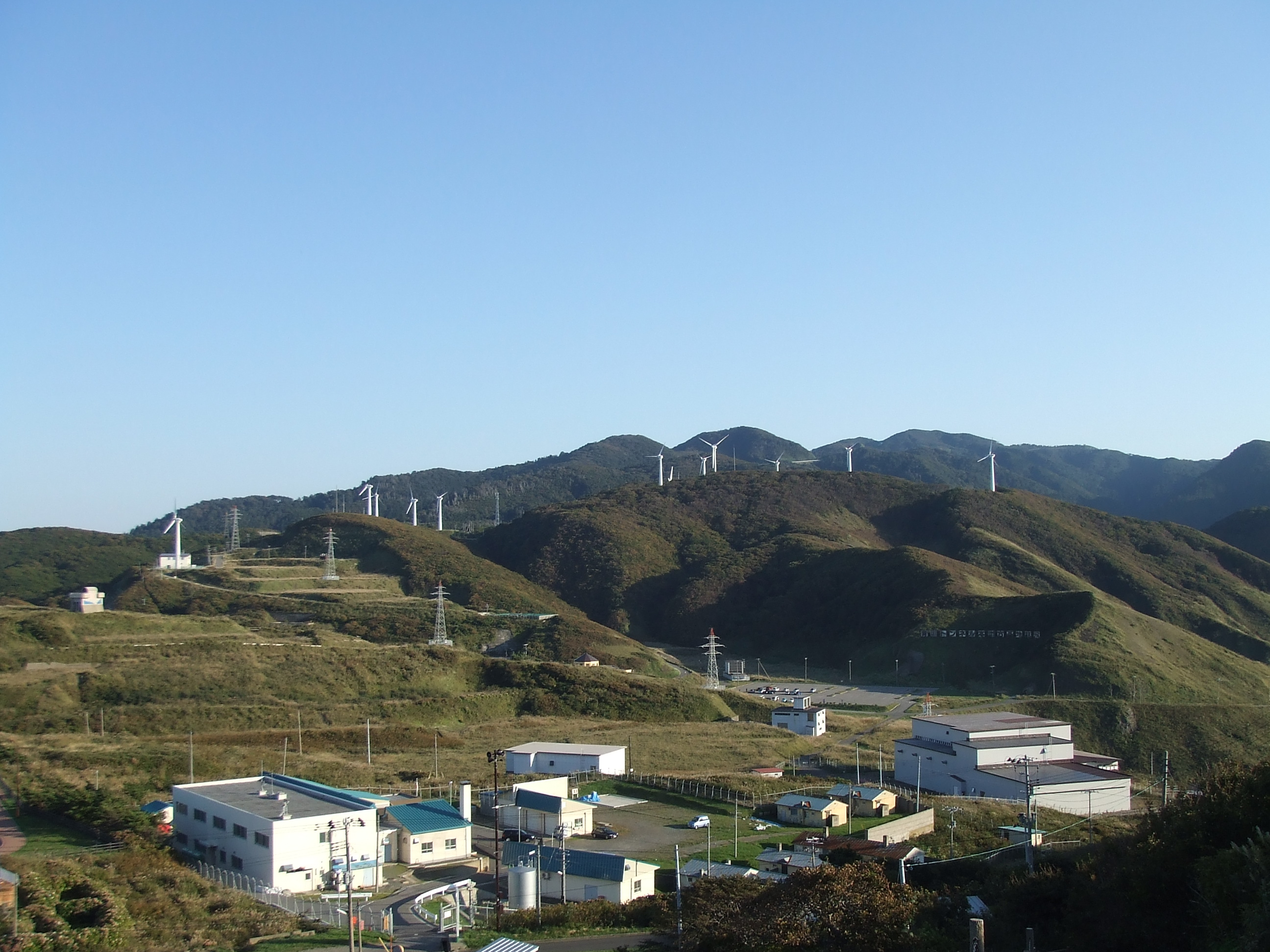
Windkraftanlagen
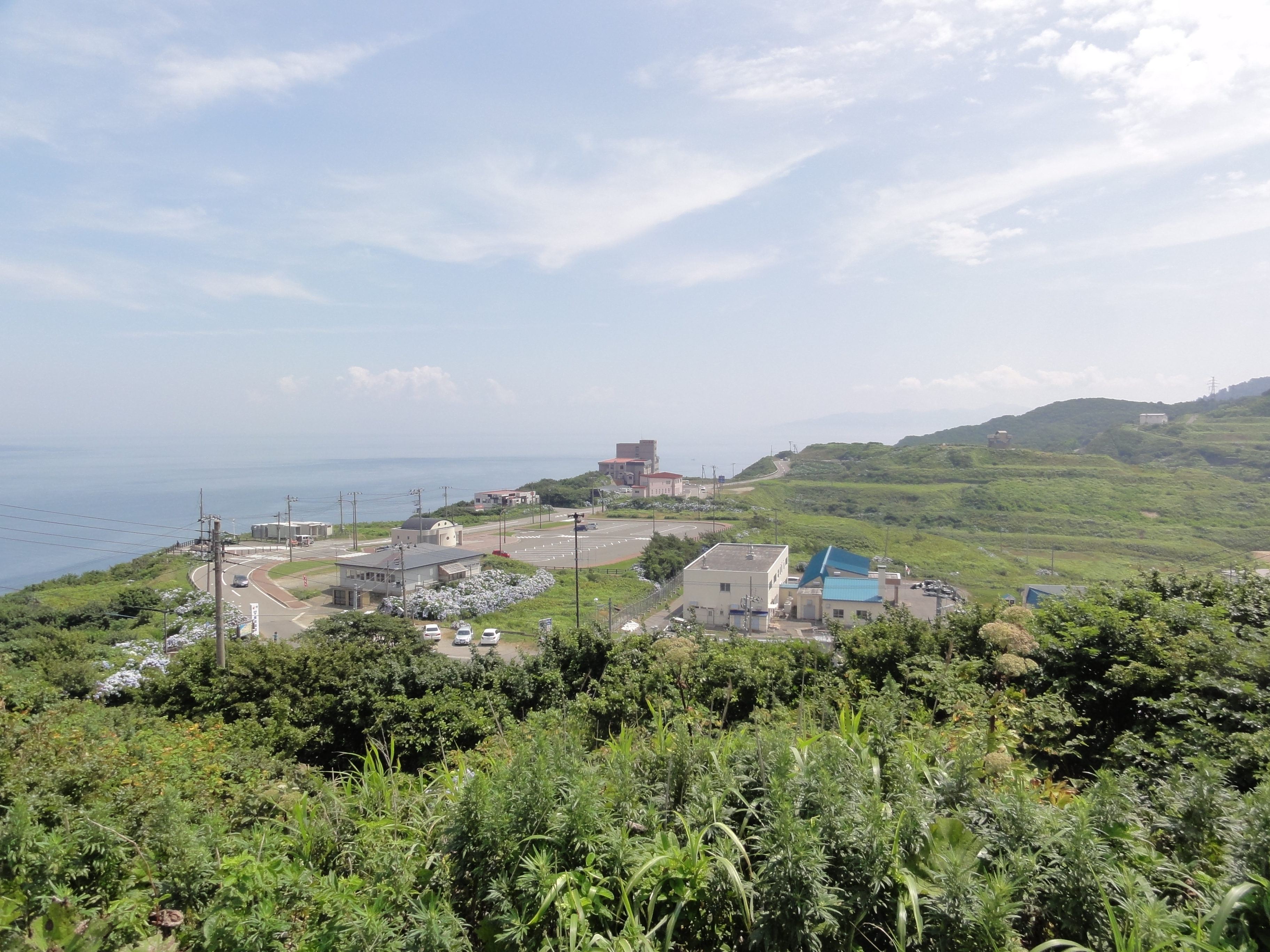
Raststätte
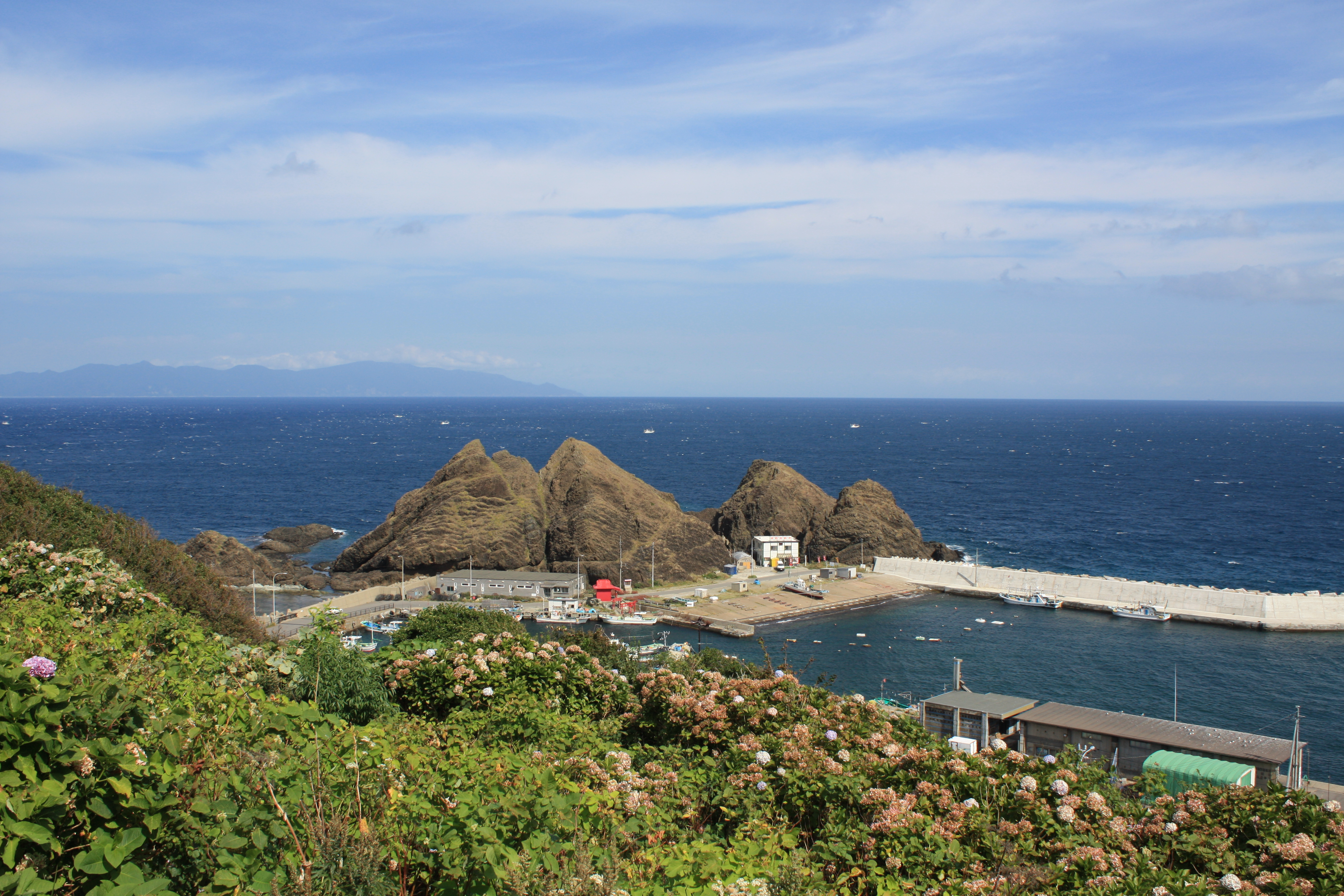
Hafen und Insel Obi